# يوناني لبناني
اليونانيون اللبنانيون تشمل اليونانيون المهاجرون والمتحدرين من مهاجرين من لبنان. يبلغ عددهم نحو 30,000 شخص من أصل لبناني. الهجرة من لبنان إلى اليونان بدأت بعد عام 1975 أثناء الحرب الأهلية اللبنانية. جاء معظم اللبنانيين من منطقة الكورة في شمال لبنان ، الذي هم في غالبيتهم من طائفة الأرثوذكسية اليونانية. بعد نهاية الحرب عاد العديد منهم إلى لبنان.

## أعلام
- روني صيقلي - لاعب كرة السلة لبناني أمريكي ترعرع في أثينا.